# Paraliparis trunovi
Paraliparis trunovi är en fiskart som beskrevs av Andriashev, 1986. Paraliparis trunovi ingår i släktet Paraliparis och familjen Liparidae. Inga underarter finns listade i Catalogue of Life.